# Гута Іван Миколайович
Гута Іван Миколайович (1956 с. Васильківці, Гусятинського району Тернопільської області) — український підприємець у сфері сільського господарства, Герой України.

## Біографія
Народився в родині землеробів.
У 1964–1972 роках навчався в Васильківській середній школі.
З 1972 по 1974 роки навчався у середній школі селі.Гусятина. З 1974 роцу — навчання у Львівському електротехнічному училищі.
1974–1976 рр. — служба в армії, м. Чернівці.
У 2012 році журнал «Фокус» розмістив бізнесмена у списку 20 найуспішніших аграріїв України, де він посів третє місце (земельний банк — 295 000 га).
Одружений, дружина Гута Клавдія Федорівна є членом наглядової ради Групи компаній «Мрія», координує фінансовий та аграрний напрямки. У шлюбі мають двох синів та доньку.

### Навчання
1976 р. — навчався на підготовчому відділенні Кам'янець-Подільського аграрного інституту, факультет економіки.
З 1976 по 1982 р. студент економічного факультету цього ж інституту.

### Трудовий стаж
- 1982–1983 Працює головою Круголецької сільської ради Гусятиського району Тернопільської обл.
- 1983–1984 Інструктор Гусятинського райкому партії.
- 1984–1985 Заступник голови колгоспу «Перемога», с. Васильківці. Через рік призначений головою цього колгоспу, у якому працює з 1986 по 1989
- 1989–1992 Заступник директора Гусятинського ПМК.
- 1992–2005 Голова СФНВГ «Мрія».
- 2005–2006 Начальник головного управління сільського господарства і продовольства Тернопільської обласної державної адміністрації.
- З 2006 року — Голова Ради директорів «Мрія Агрохолдинг», координує питання стратегічного розвитку, куратор аграрного та переробного напрямків. Почесний академік Академії аграрних наук України.
- 2015 рік — продає сімейний DV Bank Сергію Горбачевському та його батькам.

## Нагороди
- Звання Герой України з врученням ордена Держави (23 листопада 2009) — за визначний особистий внесок у збільшення виробництва сільськогосподарської продукції на основі впровадження досягнень аграрної науки, прогресивних інтенсивних технологій і нових форм господарювання, розвиток соціальної сфери[2]
- Почесна грамота Кабінету Міністрів України (18 лютого 2000) — за вагомий особистий внесок у розвиток фермерського руху, виробництво сільськогосподарської продукції, високий професіоналізм[3]